# 保卫家园行动
保卫家园行动是2024年12月5日起，巴勒斯坦民族权力机构在約旦河西岸地區城市杰宁对杰宁旅发动的軍事行动。 
在保卫家园行动期间，有媒體報道巴勒斯坦民族权力机构的部队在杰宁犯下多起侵犯人权的行为，巴勒斯坦民族权力机构因此在巴勒斯坦飛地封鎖半岛电视台。 
2025年1月17日，巴勒斯坦民族权力机构与杰宁旅达成协议決定停火。不過两天后战斗再次爆发。   1月21日，随着以色列国防军开始对杰宁难民营發動大规模袭击，巴勒斯坦民族权力机构軍隊撤出阵地，進攻方實際上由巴勒斯坦民族权力机构換成以色列國防軍。